# Старі Антропи
Старі Антропи́ (рос. Старые Антропы) — присілок у складі Шабалінського району Кіровської області, Росія. Входить до складу Гостовського сільського поселення.
Населення становить 6 осіб (2010, 13 у 2002).
Національний склад станом на 2002 рік — росіяни 100 %.